# Predavac
Predavac is een plaats in de gemeente Rovišće in de Kroatische provincie Bjelovar-Bilogora. De plaats telt 1.296 inwoners (2001).